# El insensible
El insensible es la primera novela del autor inglés Andrew Miller, publicada en 1997.  Ambientada a mediados del siglo XVIII, la obra sigue las aventuras picarescas de James Dyer, un inglés nacido sin la capacidad de sentir dolor o placer. Ganó el premio de ficción James Tait Black Memorial, Premio Literario Internacional IMPAC de Dublín,  y el premio italiano Grinzane Cavour de novela en lengua extranjera.    La novela también fue incluida en la lista de "Libros notables del año" del New York Times en 1997. 

## Trama
La novela comienza en 1771 con la autopsia de James Dye realizada por dos cirujanos interesados en comprender la famosa incapacidad del fallecido para sentir dolor físico. El reverendo Lestrade, entusiasta de la caza y vicario de una parroquia rural, les había dado acceso al cadáver.
Luego, la historia retrocede hasta la noche de la concepción de James, una noche de pleno invierno de 1739, cuando su madre es violada por un extraño mientras patinaba por la noche. Ella da a luz a un bebé cuya falta de llanto inmediatamente asusta a todos. Contra todas las expectativas, el bebé vive y se convierte en un niño mudo con un semblante desmesuradamente precoz que desconcierta a todos, sobre todo a su maestra, una solterona lisiada que se enorgullece de ser una experta en niños.
Se descubre que James luego de una caída desde lo alto del árbol es incapaz de sentir dolor. Poco después sorprende a todos hablando. Mientras se recupera de la caída, un brote de viruela mata a su madre y a sus dos hermanos, dejándolo solo con su hermana mayor Liza, la única persona que siente algún afecto por él, y el angustiado esposo de su madre, Joshua, un terrateniente empobrecido. Joshua, que ya era un borracho habitual, se entrega por completo al alcoholismo en su dolor y finalmente se suicida.
James parte inmediatamente hacia Bristol, dejando a su Liza, que ha quedado ciega a causa de la viruela, con un destino indeterminado. James busca a Marley Gummer, un estafador y vendedor ambulante veterano que estuvo entre los hombres que rescataron a James de su caída y el primero en notar la naturaleza inusual de James.
Gummer toma al joven bajo su protección y lo entrena para imitar el dolor y el sufrimiento. Una vez que James perfecciona sus gritos, se disponen a recorrer el circuito de ferias rurales de Inglaterra, vendiendo una panacea de curandero que se promociona como capaz de proteger del dolor. Es en uno de estos actos que James llama la atención de un caballero llamado Canning, coleccionista de fenómenos y mecenas de artistas. James comprende las insinuaciones de Canning y acepta voluntariamente ser secuestrado lejos de Gummer, quien es golpeado por hombres empleados por Canning.
James se encuentra alojado en una vasta finca de campo, donde en gran medida lo dejan a su suerte. Por la noche, deambula por los pasillos aparentemente interminables de la casa solariega de Canning y se encuentra con un bibliotecario, un pintor y un par de gemelos siameses. Gracias al bibliotecario tiene acceso a un suministro casi inagotable de libros de anatomía, al pintor la capacidad de perfeccionar el dibujo (una habilidad que había adquirido en su más temprana infancia) y a los gemelos su primera experiencia de relaciones sexuales.
Se revela que Canning es miembro de la Royal Society y un entusiasta de la ciencia. Lleva a James a Londres, donde el niño es sometido a experimentación frente a una audiencia de compañeros de Canning, todos impresionados por la indiferencia de James ante las heridas. Mientras tanto, los gemelos siameses mueren como resultado de un intento fallido de separarlos quirúrgicamente; James es el único que no se conmueve ante la carnicería salpicada de sangre que acompaña al evento.
Gummer reaparece y secuestra a James a punta de pistola. Esto es poco después de que James descubriera que Canning es hermafrodita. El dúo reunido regresa a Bristol, donde Gummer inmediatamente se embarca en una juerga de bebida para celebrar el regreso del niño. Sin embargo, cualquier esperanza de regresar a los días de la exitosa charlatanería de Gummer termina inmediatamente cuando James permite que los dos sean reclutados en la marina real.
A bordo del barco, James desarrolla una reputación de eficiencia y valentía. Estas cualidades le permiten convertirse en asistente del cirujano naval Robert Munro. James planea discretamente el derrumbe de Munro permitiéndole beber, es designado su sustituto y se distingue en la acción contra los franceses durante la Sitio del Fuerte San Felipe.
James finalmente deja el servicio naval para convertirse en estudiante de medicina, acompañado por Gummer, quien ahora se ha convertido en su sirviente. Terminados sus estudios, busca a Munro, que se ha instalado en Bath con una joven y bonita esposa. James se muda con la pareja casada y procede a establecer su práctica médica como la más buscada de la ciudad. La riqueza de los cirujanos aumenta de acuerdo con su creciente popularidad entre la aristocracia. Sin embargo, este período de prosperidad resulta fugaz porque Agnes, la esposa de Munro, pronto se enamora de James. La relación extramarital lleva a Munro al suicidio, lo que a su vez provoca que tanto Agnes como James sean condenados al ostracismo.
Con su práctica desairada y su clínica siendo periódicamente víctima del vandalismo por parte de los indignados habitantes de la ciudad, James opta por participar en una carrera entre otros médicos ingleses para vacunar a la emperatriz Catalina de Rusia. Contra todo pronóstico, no logra ganar la carrera, ya que es sorprendido por una tormenta de nieve y abandonado por Gummer. James cae en un estupor y pierde la cordura.
Posteriormente, James es enviado de regreso desde San Petersburgo y encarcelado en Bedlam, donde es sometido a muchas palizas. Es durante este tiempo que descubre la sensación, sintiendo tanto dolor como placer.

## Recepción
Los críticos elogiaron la prosa evocadora de Miller, su investigación exhaustiva y su ritmo preciso.
Sarah Broadhurst, en una reseña de Love Reading, afirmó que el libro era una "novela complicada, muy hábil y densamente escrita" y afirmó que era "desafiante e inteligente, es una lectura gratificante". Publishers Weekly calificó la novela de "inventiva", "llena de detalles específicos" y "maravillosamente controlada".  En una reseña para The Independent, Josie Barnard elogió el tono de la novela y afirmó que "la ambivalencia es uno de los puntos fuertes de Miller. Envuelve al lector en el tiempo presente y ejerce su estilo de escritura con tanta frialdad y precisión como un bisturí". y también elogió sus descripciones del siglo XVIII, afirmando que "la evocación de Miller del período es minuciosa. Muchas de sus oraciones hablan párrafos, sus páginas de párrafos. El insensible es un libro que brinda un placer visceral", calificando la novela en su conjunto. "sensacional".  The Independent lo revisó nuevamente un año después por Lilian Pizzichini, quien opinó que la "comprensión de Miller de las costumbres contemporáneas es exhaustiva, los detalles de la época se evocan con precisión y sus personajes cobran vida con destellos de humor y compasión". 
Patrick McGrath, que escribía para el New York Times, fue particularmente efusivo en sus elogios y calificó la novela de "peculiar", "colorida" y "complicada"; una "primera novela extraordinaria". También elogia la investigación de Miller y escribe que "escribe una prosa fina y fuerte repleta de imágenes, sonidos y olores de la época". También elogia el ritmo de la novela y hace una comparación con la novela de John Fowles La mujer del teniente francés; Waterland, de Graham Swift; y los "primeros y extravagantes pastiches históricos" de Peter Ackroyd. 